# Sautens
Sautens is een gemeente in het district Imst van de Oostenrijkse deelstaat Tirol.
Sautens ligt aan het begin van het Ötztal, op de westelijke oever van de Ötztaler Ache. Het is via de Sautener Straße (L241) op de Ötztalstraße (B186) aangesloten. De gemeente bestaat uit diverse dorpsdelen, te weten Haderlehn, Rammelstein, Au, Pirchhof, Unterdorf, Wegscheide, Unterrain, Vorderrain, Hinterrain, Reitle, Silbergasse, Haderlehner Straße, Ritzlerhof en Mühlgasse. Het gebied ligt in een zonnige en windarme regio, wat het geschikt maakt voor (kleinschalige) landbouw en dan met name voor fruitteelt. Een deel van dit fruit wordt plaatselijk verwerkt in jeneverstokerijen (Schnaps).

## Evenementen
Een van de belangrijkste evenementen is de jaarlijkse Kathreinerlauf, die ieder jaar op de laatste zaterdag in november, c.q. de eerste zaterdag in december, plaatsvindt. Dit spektakel met hellevuur, duivels en de duivelbar trekt ieder jaar weer veel bezoekers. Het hele dorp is aanwezig, en na het "verslaan" van het slechte wordt er ieder jaar nog lang door gefeest.Omdat  Sint nikolaas ook bij het evenement is, wordt aan alle kleinere kinderen een zakje snoep en fruit uitgedeeld.
Andere "grote" evenementen zijn het jaarlijkse Bikerfestival op het eerste weekeinde in juli (donderdag tot zondag), en het jaarlijkse Country & Western festival (Ötztaler Countryfest) wat begin augustus wordt gehouden.

## Geschiedenis

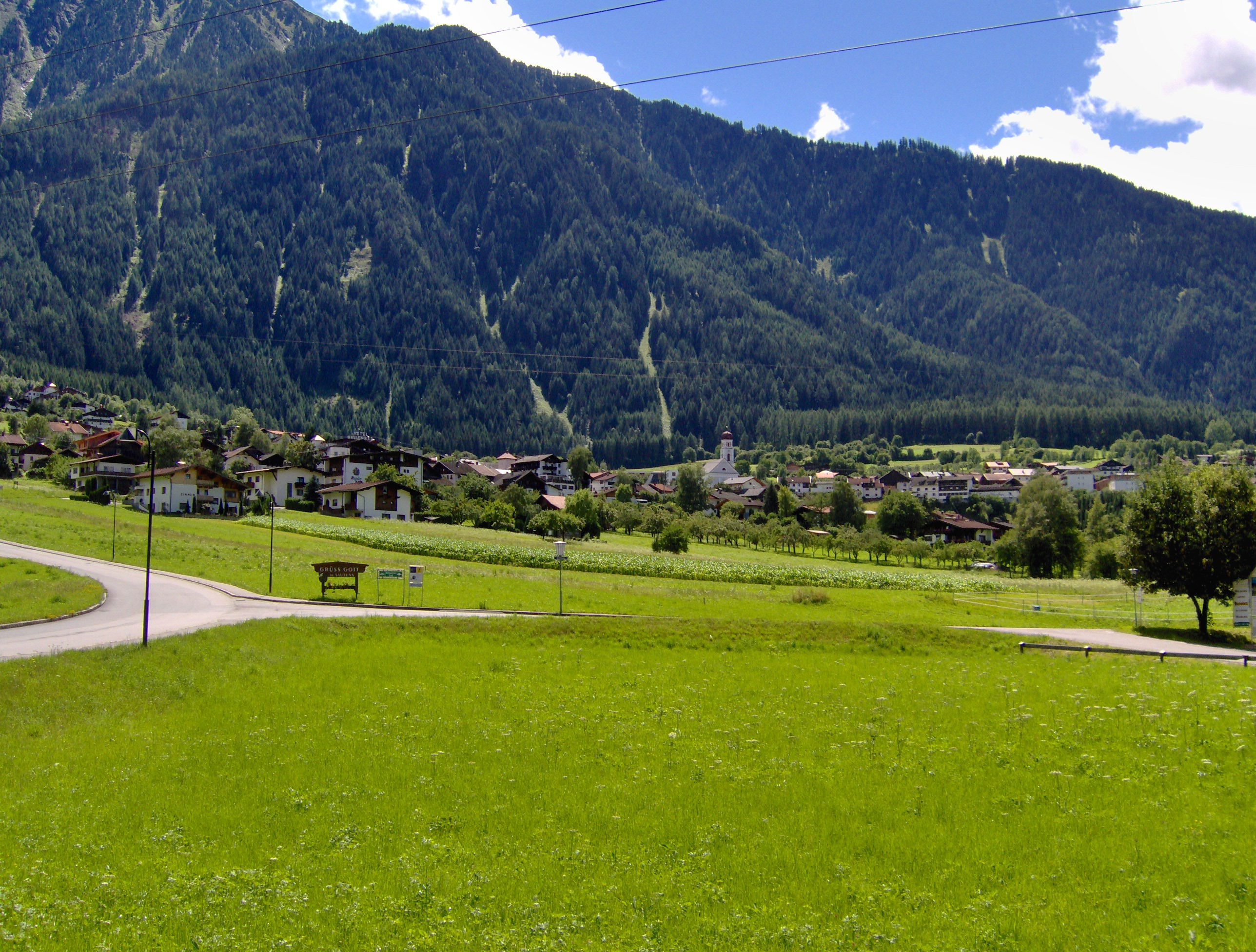
Blik op Sautens met op de achtergrond de Holzberg

Sautens wordt waarschijnlijk al sinds voor de geschiedschrijving bewoond en er wordt aangenomen dat ook de plaatsnamen in het gebied stammen van voor de Romeinse tijd. Vanaf de 8e eeuw vestigden Bajuwaren zich in het gebied. Vanaf de 14e eeuw werden er diverse alpenboerderijen gebouwd, die aan verschillende grondheren toebehoorden. In de 18e eeuw werd in de bergen rondom Sautens zonder succes naar chalcopyriet gezocht. Tot 1836 behoorde Sautens tot de gemeente Oetz, daarna werd het zelfstandig. Aardverschuivingen op de hellingen rondom de woonkernen in de gemeente dreigden steeds weer grote rampen te veroorzaken, maar sinds 1903 zijn er omvangrijke structurele maatregelen genomen om aardverschuivingen tegen te gaan. Na de bouw van de Arlbergspoorlijn door het Oberinntal in 1884 en de aanleg van een ontsluitingsweg van Ötztal-Bahnhof naar Oetz op de oostelijke oever van de Ötztaler Ache heeft de oude dorpsstraat niet langer een functie voor het doorgaand verkeer. Door de bouw van een brug over de Ötztaler Ache en een toegangsweg naar Sautens is het voormalige boerendorp veranderd in een toeristendorp. Doordat er in het dorp nauwelijks doorgaand verkeer passeert is het een rustig dorp gebleven. De Ötztaler Ache is, onder de watervallen, regelmatig het toneel voor tochten met een rubberboot en ook voor internationale wedstrijden kanovaren. De vlakbijgelegen Piburgersee biedt de mogelijkheid om op een in het meer gebouwd platform te zonnenbaden en te zwemmen. Het meer is bijzonder warm met een gemiddelde temperatuur van 24 graden. De oude parochiekerk werd gebouwd in 1517 en is twee keer uitgebreid. De nieuwe parochiekerk in classicistische stijl werd ingewijd in 1831.